# فيستوس (مؤرخ)
روفوس فيستوس سكستوس هو مؤرخ وسياسي روماني من القرن الرابع الميلادي، آخر تاريخ روما منذ نشأتها إلى سنة 364 في عصر حكم الإمبراطور فالنس في كتاب خلاصة التاريخ الروماني. تولى منصب والي آسيا في حوالي سنة 370 ولا يعرف له أكثر عن ذلك.